# Fenixloodsen
De Fenixloodsen is een complex van twee loodsen op Katendrecht in Rotterdam. De loodsen zijn ontstaan uit één loods, de San Franciscoloods, die in 1922-1923 werd gebouwd voor de boedelopslag van de Holland-Amerika Lijn (HAL). De San Francisloods was 360 meter lang en daarmee een van de grootste loodsen ter wereld.
Op 19 september 1944 blies de Duitse bezettingsmacht de kades, haveninstallaties en loodsen langs de Maashaven en Rijnhaven op. Hierbij raakte de San Francisloods aan de kadezijde zwaar beschadigd. Na de oorlog werd het gebouw hersteld, maar een grote brand begin jaren 50 deed het middendeel instorten.
In 1954 werden de beide restanten van het gebouw herbouwd als twee gescheiden loodsen: Fenix I en Fenix II. De namen verwijzen naar de mythische vogel die uit de as herboren wordt. De loodsen werden vervolgens gebruikt door de firma C. Steinweg.
Vanaf 2015 zijn de loodsen omgebouwd, uitgebreid en ingedeeld voor de vestiging van woningen en bedrijvigheid.
In 2019 ontvingen Stichting Droom en Daad en MAD Architects de Ranald MacDonald Prijs voor de Fenixloodsen.

## Functie en locatie
De San Franciscoloods diende om de spullen van de landverhuizers op te slaan voor verscheping. Deze boedels werden immers op aparte schepen vervoerd, los van hun eigenaren.
De opslagcapaciteit was nodig toen de HAL, die tienduizenden migranten vanuit Rotterdam naar de Nieuwe Wereld bracht, op steeds meer bestemmingen ging varen. De HAL benutte de gevellengte van 360 meter voor een groot aantal laad-en-losdokken aan de Veerlaan, zodat de goederen uit de treinen en auto's vlot ingenomen konden worden.
De loodsen liggen aan de zuidzijde van de invaart naar de Rijnhaven. Recht ertegenover, op de kop van de Wilhelminapier, is Hotel New York gevestigd in het voormalige directiegebouw van de HAL. Sinds 2012 zijn de locaties verbonden door een fietsbrug, de Rijnhavenbrug, die aan de oostkant van de loodsen aanlandt.
De voormalige laad-en-loskade bij de loodsen draagt ter plaatse de naam Paul Nijghkade, genoemd naar Paul Nijgh, die van 1933 tot 1949 commissaris van de HAL was. De huidige post- en bezoekadressen van de Fenixloodsen behoren tot de Veerlaan, de weg aan de landzijde.

## Ombouw
De aanjagers van de ombouw tot appartementen en bedrijfshuisvesting waren de gemeente Rotterdam, wooncorporatie Woonstad Rotterdam en bouwer Heijmans. Heijmans drong erop aan dat bewoners, ondernemers en andere betrokkenen bij de ontwikkeling betrokken werden.
Fenixloods II kreeg in 2014 de NRP Gulden Feniks in de rubriek Low budget, high impact, vanwege de geslaagde tijdelijke huisvesting van Codarts Circus Arts en Circus Rotjeknor in samenwerking met die organisaties.

### Fenix I
Rond 2009 startte Heijmans plannen voor de ontwikkeling van Fenix I. In overleg met de Dienst Stadsontwikkeling werd besloten om een nieuw bouwvolume op de bestaande loods te plaatsen, op eigen kolommen, los van de oorspronkelijke constructie. Mei architects and planners won in 2013 de architectenselectie voor de herbestemming van Fenix I.
De ombouw startte in 2015. Met bijna 45 000 m² was het een van de grootste bouwprojecten in Nederland. Boven op de bestaande Fenixloods zijn 212 nieuwe loftappartementen gerealiseerd, die op wens van de kopers ingedeeld en uitgevoerd worden. Op deze manier zijn er zowel horizontaal als verticaal ingedeelde appartementen ontstaan. In de oorspronkelijke loods is plaats gemaakt voor de Fenix Food Factory en voor delen van het Cultuurcluster, dat tot in 2019 in Fenix II gevestigd was: Conny Janssen Danst en Codarts. Circus Rotjeknor is verhuisd naar een andere, nabije locatie. Fenix I is opgeleverd in 2019.

### Fenix II

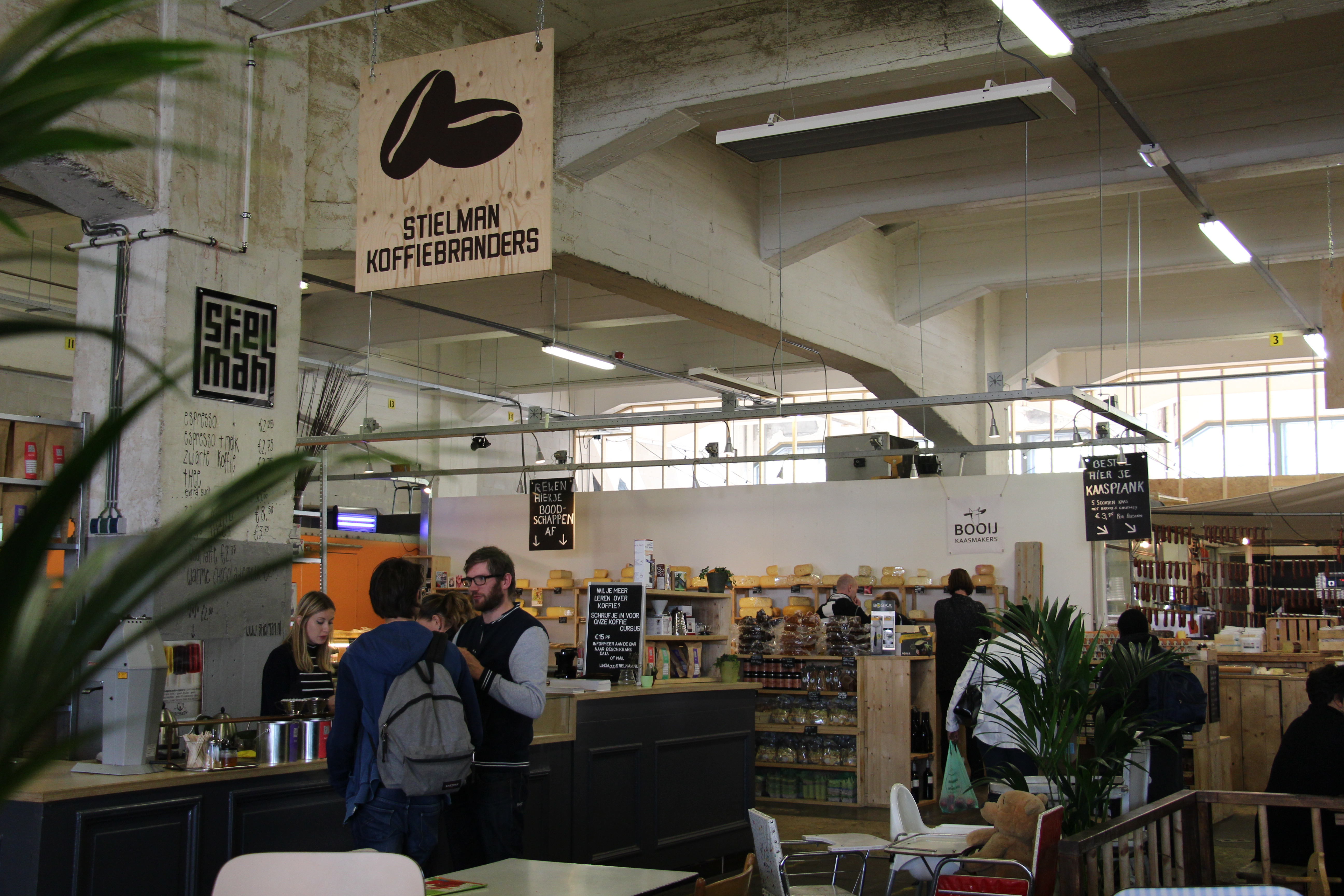
Deel van het Fenix Food Factory interieur.

De Fenix Food Factory had een huurovereenkomst voor Fenix II tot begin 2020. Na vertrek van deze culinaire broedplaats wordt de loods naar ontwerp van Bureau Polderman verbouwd en gerestaureerd tot Fenix. MAD Architects heeft er ontwerpschetsen voor gemaakt, met onder andere een uitkijkplatform. De benedenverdieping beslaat zo’n 4500 vierkante meter en het plan is om hier in 2023 een permanente expositie te vestigen over landverhuizers naar Amerika, die vanaf 1872 vanuit de Katendrechtse havens met de Holland-Amerika Lijn de oceaan overstaken, vooral naar Ellis Island in New York, dat voor immigranten de toegangspoort tot de Nieuwe wereld was.Fenix opende op 15 mei 2025.